# Самотният рейнджър
„Самотният рейнджър“ (на английски: The Lone Ranger) е американски уестърн филм. Скъпата лента е римейк на радиосериала от 30-те години на 20 век.

## Актьорски състав
- Джони Деп – Тонто
- Арми Хамър – Джон Рийд / Самотният рейнджър
- Уилям Фичнър – Буч Кавендиш
- Хари Траадауай – Франк
- Рут Уилсън – като Ребека Рийд
- Брайънт Принц – Дани Рийд
- Джеймс Бадж Дейл – Дан Рийд
- Том Уилкинсън – Лейтъм Коул
- Бари Пепър – капитан Фулър
- Елена Бонъм Картър – Ред
- Мейсън Кук – Уил

## Сюжет
Внимание:  Текстът по-долу разкрива сюжета на произведението (или части от него)!
През 1869 г. адвокатът Джон Рийд се завръща у дома в Колби, Тексас с влак, по все още незавършената трансконтинентална железница, управлявана от железопътния магнат Лейтъм Коул. Рийд не подозира, че във влака са Тонто и престъпникът Буч Кавендиш, който бива транспортиран към бесилото, заловен от тексаския рейнджър Дан Рийд. Бандата на Кавендиш спасява Буч и дерайлира влака. Тонто бива вкаран зад решетките, Дан прави брат си тексаски рейнджър и с шестима други тръгват по петите на Кавендиш и бандата му. Престъпниците им правят засада и ги убиват, Буч изяжда сърцето на Дан. Тонто избягва от затвора и се натъква на мъртвите мъже. Започва да ги погребва, когато призрачен кон се появява и показва на Тонто, че Джон е избраният. Тонто казва на Джон, че вече е безсмъртен и намеква, че един от рейнджърите е предател. Дава му сребърен куршум, направен от значките на убитите рейнджъри и му казва да го използва срещу Кавендиш, за който Тонто смята, че е Уендиго – зъл дух, който подтиква човека, в който се е вселил към канибализъм. Ред – собственичката на публичен дом, в който Колинс е бил скоро, информира Джон и Тонто за скандала между Дан и Колинс за прокълната сребърна скала. Междужременно бандата на Кавендиш отвлича Ребека и Дани. Съжалявайки впоследствие, Колинс помага на Ребека и сина ѝ да избягат, но бива застрелян от Коул. Племето команчи залавя Джон и Тонто, след като двамата намират релси на територията на индианците. Двамата избягват, докато кавалерията атакува племето. По време на церемонията по случай съединението на железницата, обединявайки страната, Коул разкрива истинския си план: да поеме контрола над железницата и да използва събраното сребро, за да добие повече сила.

## Допълнителна информация
От „Дисни“ отказали да осигурят искания от режисьора Гор Вербински бюджет от порядъка на 250 – 275 милиона щатски долара. От студиото поставили условие пред Брукхаймър и Вербински да намерят начин да работят с по-малък бюджет или продукцията е щяла да бъде перманентно прекратена. Хамър, Деп, Брукхаймър и Вербински се съгласили хонорарите им да се намалят и Вербински да отреже сцени от филма, за да спадне бюджета, но впоследствие той пак излезнал извън контрол. От студиото пак накарали Вербински да отреже сцени и части от сценария пак се пренаписват. Също така Гор Вербински е с репутация на човек, който винаги работи с едни от най-огромните бюджети в Холивуд. Прави филмите си почти без да използва компютърно генерирани образи и следователно е искал влаковете и всички снимачни площадки да се построят специално за филма, който е заснет и на терен. Допълнителното оскъпяване и забавяне на продукцията се е дължало на ветровете и прашните бури, които са повреждали скъпите снимачни площадки.
Приходите от прожекциите в Америка възлизат на $89,3 милиона, а тези отвъд океана – $171,2 милиона. Това е добра печалба за филм от уестърн жанра, но за филм с близо $400 милиона разход по продукцията и маркетинга му, може да бъде определен като финансов неуспех.
Филмът е номиниран за „Оскар“ в категориите „най-добри специални визуални ефекти“ и „най-добър грим и прически“.